# Багговут, Николай Густавович
Никола́й Густа́вович Баггову́т (нем. Hermann Nikolai von Baggehufwudt; 1808—1890) — русский генерал-лейтенант, участник русско-турецкой войны 1828—1829 гг.

## Биография
Николай Густавович Багговут родился в дворянской семье Эстляндской губернии 7 января 1808 года.
Окончив образование в 1-м кадетском корпусе, вышел 25 июня 1827 г. прапорщиком в конно-артиллерийскую № 4 роту и в следующем году выступил с ней в поход против турок. За отличие в сражении у крепости Журжи и при взятии с боя позиции у крепости Шумлы награждён орденом св. Анны 4-й степени с надписью «за храбрость» и того же ордена 3-й степени с бантом.
Едва возвратившись в Россию, Багговут снова выступает на боевом поприще, действуя в усмирении польского мятежа 1831 г. Здесь, незадолго до штурма Варшавы, он успел выказать редкое мужество; находясь в строю 4-й конной роты, выехавшей вперед к неприятельскому укреплению № 21, для подготовки огнём предположенной вслед затем атаки, Багговут, после нескольких удачных картечных выстрелов, вызвался броситься на штурм укрепления. С 7—8 храбрецами-охотниками из людей своего взвода, стремительно врывается он в укрепление, обращает смущённых поляков в бегство и успевает даже заклепать несколько неприятельских орудий. За свой блистательный подвиг, прапорщик Багговут был награждён 25 декабря 1831 г. орденом св. Георгия IV класса (№ 4663 по списку Григоровича — Степанова).
В 1849 г., уже в чине капитана, он командирован за покупкою лошадей для гвардейских войск, причём за успешное выполнение этого поручения, переведен в гвардейскую конную артиллерию, с оставлением членом комиссии для ремонтирования лошадьми гвардейской кавалерии. 6 декабря 1852 г. произведён в полковники; в ноябре 1858 г. получил в командование конно-легкую № 10 батарею, а через пять лет назначен командиром 5-й конно-артиллерийской бригады и 30 августа того же года произведён в генерал-майоры. В сентябре 1865 г. Багговут был назначен помощником начальника артиллерии Харьковского военного округа; в марте 1876 г. — начальником артиллерии того же округа; 30 августа того же года произведён в генерал-лейтенанты, и в ноябре 1879 г. определен комендантом в Свеаборг. Багговут был 9 июля 1887 г. зачислен членом Александровского комитета о раненых, и в этом звании оставался до смерти. Среди прочих наград имел ордена св. Станислава 1-й степени (1870 г.), св. Анны 1-й степени (1878 г.) и св. Владимира 2-й степени (1884 г.).
Умер 1 февраля 1890 года.
Дети:
- Багговут Мария Николаевна (1849-1895)

- Багговут Ольга Николаевна (1850-1943)

- Багговут, Николай Николаевич (1853—1924), генерал-лейтенант кавалерии.

## Награды
- Орден Святой Анны 4 ст. за храбрость (1829)
- Орден Святой Анны 3 ст. с бантом (1829)
- Орден Святого Георгия 4 ст. (1831)
- Знак отличия За военное достоинство (Virtuti Militari) 4 ст. (1831)
- Знак отличия за XV лет беспорочной службы (1845)
- Орден Святой Анны 2 ст. (1851)
- Императорская корона к Ордену Святой Анны 2 ст. (1855)
- Орден Святого Станислава 2 ст. с Императорской короной (1860)
- Орден Святого Владимира 4 ст. (1862)
- Орден Святого Владимира 3 ст. (1868)
- Знак отличия за XL лет беспорочной службы (1868)
- Орден Святого Станислава 1 ст. (1870)
- Знак отличия за L лет беспорочной службы (1878)
- Орден Святой Анны 1 ст. (1878)
- Орден Святого Владимира 2 ст. (1884)
- Орден Белого Орла (1887)